# Janet Fookes
Janet Evelyn Fookes (née le 21 février 1936) est une femme politique britannique. Membre du Parti conservateur, elle est nommée pair à vie en 1997 et siège à la Chambre des lords. Elle est auparavant membre de la Chambre des communes de 1970 à 1997, représentant les circonscriptions de Merton et Morden (1970–74) et Plymouth Drake (1974–97). Elle est vice-présidente de la Chambre des communes de 1992 à 1997.

## Biographie
Fookes fait ses études au Royal Holloway College, Université de Londres. Elle travaille comme enseignante de 1958 à 1970. Elle est conseillère du conseil de l'arrondissement de Hastings de 1960 à 1961 et de 1963 à 1970.
Fookes est élue députée de Merton et Morden en 1970. Lorsque cette circonscription est abolie, elle est élue députée de Plymouth Drake en 1974. Drake n'a jamais été un siège sûr, mais Fookes est réélue à chaque élection générale, parfois avec une faible majorité, notamment de 34 voix aux élections générales d'octobre 1974. Elle est l'une des trois vice-présidents de la Chambre des communes de 1992 à 1997. Elle quitte la Chambre des communes en 1997 lorsqu'elle est nommée à la Chambre des lords.
Fookes siège au Conseil de la RSPCA 1975–92 et en est présidente de 1979 à 1981. Elle est également membre de la Commonwealth War Graves Commission (1987–97). Elle est ambassadrice de l'association caritative contre le chômage, Tomorrow's People Trust.
Le 30 septembre 1997, elle est nommée pair à vie en tant que baronne Fookes, de Plymouth dans le comté de Devon.
Elle est nommée Dame Commandeur de l'Ordre de l'Empire britannique (DBE) dans les honneurs du Nouvel An de 1989, et est devenue sous-lieutenant de Sussex de l'Est en 2001.